# Гвардейское (Симферопольский район)
Гварде́йское (до 1945 года — Спат; укр. Гвардійське, крымскотат. Sarabuz, Сарабуз) — посёлок городского типа / посёлок в Симферопольском районе Республики Крым, центр Гвардейского сельского поселения (согласно административно-территориальному делению Украины — Гвардейского поселкового совета Автономной Республики Крым). По состоянию на 2012 год, Гвардейское занимало площадь 885,9 га, население посёлка на 2021 год составляло 12209 человек. Статус посёлка городского типа Гвардейское имеет с 1957 года.

## Население
| 1959    | 1970    | 1979    | 1989    | 2001    | 2009    | 2010    |
| ------- | ------- | ------- | ------- | ------- | ------- | ------- |
| 11 414  | ↘10 819 | ↗11 812 | ↗13 496 | ↘12 795 | ↘12 645 | ↗12 685 |
| 2011    | 2012    | 2013    | 2014    | 2021    |         |         |
| ↘12 620 | ↗12 660 | ↗12 711 | ↘12 589 | ↘12 209 |         |         |

| - 1805 год — 176 чел. - 1864 год — 46 чел. - 1887 год — 242 чел. - 1915 год — 340 чел. - 1921 год — 267 чел. - 1926 год — 733 чел. - 1931 год — 497 чел. | - 1939 год — 3848 чел. - 1989 год — 14 062 чел. - 2001 год — 12 554 чел. - 2010 год — 12 685 чел. - 2011 год — 12 620 чел. - 2012 год — 12 660 чел. |

Гвардейское расположено в лесостепной зоне предгорного Крыма, в 18 км к северу от Симферополя на реке Салгир, высота центра посёлка над уровнем моря — 146 м.

## История
В Камеральном описании Крыма 1784 года Спат записан как Иснат Акъмечетскаго каймаканства Акмечетскаго кадылыка'. После присоединения Крыма к России 8 февраля 1784 года, деревня была приписана к Симферопольскому уезду Таврической области. После Павловских реформ, с 1796 по 1802 год, входила в Акмечетский уезд Новороссийской губернии. По новому административному делению, после создания 8 (20) октября 1802 года Таврической губернии, Спат приписали к Тулатской волости Евпаторийского уезда.
По Ведомости о волостях и селениях, в Евпаторийском уезде с показанием числа дворов и душ… от 19 апреля 1806 года, в деревне числилось 20 дворов, 170 крымских татар и 6 ясырей, земля принадлежала неким Халивет и Мемет беям.
На военно-топографической карте 1817 года обозначен Нспат с 20 дворами. После реформы волостного деления 1829 года Спат, согласно «Ведомости о казённых волостях Таврической губернии 1829 года», отнесли к Темешской волости (переименованной из Тулатской). На карте 1836 года в деревне 18 дворов, а на карте 1842 года Спат обозначен условным знаком «малая деревня», но с мечетью. Опустение деревни, видимо, связано с эмиграциями крымских татар в Турцию.
В 1860-х годах, после земской реформы Александра II, деревню приписали к Сакской волости.
Согласно «Списку населённых мест Таврической губернии по сведениям 1864 года», составленному по результатам VIII ревизии 1864 года, Спат — русская деревня с 18 дворами и 46 жителями. На трехверстовой карте 1865—1876 года Спат обозначен без указания числа дворов. В 1882 году немцами — «братскими меннонитами», лютеранами и лютеранскими сепаратистами в деревне была основана новая колония.
В «Памятной книге Таврической губернии 1889 года», по результатам Х ревизии 1887 года, записан Спат Сакской волости с 37 дворами и 242 жителями (по «…Памятной книжке Таврической губернии на 1892 год», в деревне Спат, входившей в Юхары-Джаминское сельское общество, жителей и домов не числилось). На подробной карте 1894 года деревня обозначена с 42 дворами и немецким населением. В 1895 году Петр Давидович Унру основал в селении первую в Крыму промышленную мельницу, оборудованную современной техникой: двумя мощными газогенераторами, 8 вальцовыми и 20 другими средствами для помола зерновых культур. На предприятии было занято около 30 работников, а годовой оборот составлял более 300 тысяч рублей.
Земская реформа 1890-х годов в Евпаторийском уезде прошла после 1892 года, в результате Спат приписали к Камбарской волости.
По «…Памятной книжке Таврической губернии на 1902 год» в деревне, составлявшей в Спатское сельское общество, числилось 293 жителя в 53 дворах. В 1906 году открыто Спатское центральное училище, ещё ранее — земское училище. По Статистическому справочнику Таврической губернии. Ч.II-я. Статистический очерк, выпуск пятый Евпаторийский уезд, 1915 год, в деревне Спат Камбарской волости Евпаторийского уезда числилось 54 двора (24 двора с землёй, 30 — безземельные) с немецким населением в количестве 180 человек приписных жителей и 160 — «посторонних», из которых 172 мужчины и 168 женщин. Жители владели 3580 десятинами удобной земли. В хозяйствах имелось 302 лошади, 63 вола, 169 коров и 140 голов мелкого скота (при этом Спат, с 1 двором без жителей, также записан в Подгородне-Петровской волости Симферопольского уезда, так как находился прямо на границе волостей). Согласно списку 1915 года «…русских подданных из австрийских, венгерских или германских выходцев» землевладельцев, опубликованном в газете «Таврические губернские ведомости» в апреле 1915 года, при деревне Спат значилось семейство Фаст из 6 человек владели в сумме более чем 400 десятинами земли; 3 члена семьи Вал — 282 дес., Герцен Давид Францович — 62 дес., 1419 квадратных саженей, Гиберт Иоган Якубович и Якуб Якубов — 264 дес, Дик Якуб Якубович — 93 дес., 2364 кв. саж., Конрад Герман Данилович — 236 дес., Крекер Иоган Иоганов — 291 дес. Семья Лангеман из 5 человек имели 374 дес. Нейфельд Давид Генрихов владел 125 дес. 404 кв. саж., Петерс Бернгард Дидрихович — 45 дес. 1926 кв. саж., Унрау Петр Давидович — 308 дес. 1688 кв. саж. Семья Фаст — 6 чел., 480 дес., братья Штраус — 252 дес., семья (3 чел) — 100 дес. и супуги Янцен — 200 дес. 3 жителей имели усадьбы: Абрагам Бошман — 1325 кв. саж., Иоганн Госсен — 2 дес. и Герман Рапп — 900 кв. саж. Ещё19 человек имели участки менее 5 десятин.
После установления в Крыму Советской власти, по постановлению Крымревкома от 8 января 1921 года была упразднена волостная система и село включили в состав вновь созданного Сарабузского района Симферопольского уезда, а в 1922 году уезды получили название округов. 11 октября 1923 года, согласно постановлению ВЦИК, в административное деление Крымской АССР были внесены изменения, в результате которых был ликвидирован Сарабузский район и образован Симферопольский и село включили в его состав. Согласно Списку населённых пунктов Крымской АССР по Всесоюзной переписи 17 декабря 1926 года, в селе Спат, центре Спатского сельсовета Симферопольского района, числилось 177 дворов, из них 114 крестьянских, население составляло 733 человека, из них 579 немцев, 96 русских, 33 украинца, 14 евреев, 1 татарин, 1 армянин, 1 чех, 8 записаны в графе «прочие», действовала немецкая школа II ступени. Документально зафиксировано существование сельсовета в 1940 году (в коем состоянии село пребывает всю дальнейшую историю). По данным всесоюзной переписи населения 1939 года в селе проживало 3848 человек. Вскоре после начала Великой Отечественной войны, 18 августа 1941 года крымские немцы были выселены, сначала в Ставропольский край, а затем в Сибирь и северный Казахстан.
В 1944 году, после освобождения Крыма от фашистов, 12 августа 1944 года было принято постановление № ГОКО-6372с «О переселении колхозников в районы Крыма» и в сентябре 1944 года в район приехали первые новосёлы (214 семей) из Винницкой области, а в начале 1950-х годов последовала вторая волна переселенцев из различных областей Украины. 21 августа 1945 года, указом Президиума Верховного Совета РСФСР, Спатский сельсовет переименован в Гвардейский и селение Спат в Гвардейское. С 25 июня 1946 года селение в составе Крымской области РСФСР, а 26 апреля 1954 года Крымская область была передана из состава РСФСР в состав УССР. Указом Президиума Верховного Совета УССР «Об укрупнении сельских районов Крымской области», от 30 декабря 1962 года Симферопольский район был упразднён и село присоединили к Бахчисарайскому. 1 января 1965 года, указом Президиума ВС УССР «О внесении изменений в административное районирование УССР — по Крымской области», вновь включили в состав Симферопольского. К 1960 году в состав Гвардейского было включено село Раздольное (бывший Шонук) (согласно справочнику «Крымская область. Административно-территориальное деление на 1 января 1968 года» — в период с 1954 по 1968 год). По данным переписи 1989 года в селе проживало 14 062 человек. С 12 февраля 1991 года село в восстановленной Крымской АССР, 26 февраля 1992 года переименованной в Автономную Республику Крым.
Во время Крымской наступательной операции в апреле 1944 года район посёлка стал местом тяжёлых боёв. В посёлке имеется несколько захоронений советских воинов: при въезде в поселок у шоссе Симферополь — Армянск, Братская могила подпольщиков, ул. Пролетарская, 1-е поселковое кладбище.

## Современность
В посёлке расположен крупный хлебозавод, который был закрыт в 2011 г., тепличный комбинат, который был ликвидирован в начале 90-х, крымская опытная станция садоводства, степное отделение Никитского Ботанического сада (Новый Сад), музей авиации Черноморского флота — с ограниченным доступом, центральная библиотека Симферопольской централизованной библиотечной системы и детская библиотека, действует церковь всех Крымских Святых. В посёлке имеются 3 средних школы, детские сады «Солнышко», «Флажок», «Пчелка» и «Теремок». В декабре 1990 года в посёлке сформировано поселковое отделение милиции.
Вопреки распространённому мнению, село Сарабуз непосредственного отношения к Гвардейскому не имеет, оно располагалось в нескольких километрах к югу, южнее села Софиевка. Однако к селу Спат примыкала построенная во второй половине XIX века железнодорожная станция Сарабуз (сегодня Остряково) и возникший со временем при ней станционный посёлок.

## Известные жители
- Бармаков, Сергей Николаевич (27.11.1965, п. Гвардейское — 25.4.1986, близ г. Герат) — погиб, выполняя интернациональный долг в Афганистане, медаль «За отвагу», орден Красной Звезды (посмертно). Похоронен в п. Гвардейское, именем Бармакова названа улица[76].
- Бегунов, Владимир Сергеевич (1959) — российский гитарист и автор песен, основатель и бессменный участник группы «Чайф».
- Закорецкий, Владимир Николаевич (1954) — председатель Симферопольского районного совета.
- Несмачный, Андрей Николаевич (1979) — воспитанник симферопольского спортинтерната. С 2000 года выступал за национальную сборную Украины.